# Шерард, Уильям
Уильям Шерард (англ. William Sherard; 1659—1728) — британский ботаник.

## Биография
Уильям Шерард родился 27 февраля (согласно другим источникам, 30 марта) 1659 года в деревне Бушби графства Лестершир в семье Джорджа Шервуда и его жены Мэри.
В 1677 году поступил в Оксфордский Сент-Джонс колледж. В 1683 году окончил его со степенью бакалавра по гражданскому праву (B.C.L.). С 1686 по 1688 год учился ботанике в Париже у Ж. Питтона де Турнефора, затем на протяжении года учился в Лейдене с П. Германом. В 1690 году переехал в Ирландию. В 1694 году Шерард получил степень доктора гражданского права. Несколько лет Шерард занимался редактированием и подготовкой к изданию рукописей П. Германа (Paradisus batavus, 1698). С 1702 по 1716 год Уильям был английском консулом в городе Смирна (Измир). В 1717 году вернулся в Лондон, через год стал членом Лондонского королевского общества.
11 или 12 августа 1728 года Уильям Шерард скончался.

## Роды растений, названные в честь У. Шерарда
- Sherardia Dill. ex L., 1753
- Sherardia Vaill. ex Mill., 1754, nom. illeg. [syn.  Stachytarpheta Vahl, 1804, nom. cons.]
- Sherardia Ponted. ex Boehm., 1760, nom. illeg. [syn.  Galenia L., 1753]